# Jesus Bermudez Silva
Jesus Bermudez Silva (født 1884 i Bogotá, Colombia - død 1969) var en colombiansk komponist, professor, leder og lærer.
Silva studerede komposition på Musikkkonservatoriet i Bogotá i 1905. Herefter tog han til Spanien, hvor han studerede ved Musikkonservatoriet i Madrid. Silva skrev to symfonier, symfoniske digtninge, orkesterværker, kammermusik, en klaverkoncert, korværker, sange, overturer, sonater, en strygekvartet etc. Han vendte i 1935 tilbage til Colombia, hvor han blev professor og lærer i komposition på Musikkonservatoriet i Bogotá. Silva var senere også leder af Tolima Musikkonservatorium.

## Udvalgte værker
- Symfoni nr. 1 (1933) - for orkester
- Symfoni nr. 2 "Symfonisk bøn til minde om John F. Kennedy" (1964) - for børnekor og orkester
- Eventyr (Symfonisk digtning) (1930) - for orkester
- Hvirlvind (Symfonisk digtning) (1931) - for orkester
- Bondeorgie (Symfonisk digtning) (1959) - for orkester
- Kreolsk tryk (Symfonisk digtning) (1959) - for orkester
- Klaverkoncert (1947) - for klaver og orkester
- Strygekvartet (1947)